# Chrysoscota tanyphara
Chrysoscota tanyphara là một loài bướm đêm thuộc phân họ Arctiinae, họ Erebidae.